# The Iron Ring (film 1917)
The Iron Ring è un film muto del 1917 diretto da George Archainbaud. Prodotto dalla Peerless Productions e dalla World Film su un soggetto di Horace Hazeltine, aveva come interpreti Edward Langford, Gerda Holmes, Arthur Ashley, J. Herbert Frank, George MacQuarrie e George Cow.

## Trama
Dopo due anni di beata vita coniugale, Bess Hulette comincia a sentirsi ignorata quando Aleck, suo marito, accetta di entrare in società con Stephen Graves nella sua compagnia pubblicitaria. Infelice, si confida con la sua nuova vicina, Georgie Leonard. Un giorno, mentre Aleck è assente per lavoro, davanti alla loro casa c'è un incidente automobilistico. Una ragazza, Dorothy Delmore, resta ferita e Bess conosce Jack Delmore, suo fratello. A curare Dorothy arriva il dottor Hogue: il medico, colpito dalla sua bellezza, si infatua di lei e finisce per lasciare la moglie e i due figli. Jack, dal canto suo, affascina Bess: Georgie, la vicina, si accorge dell'attrazione tra i due e cerca di incoraggiare Bess. Questa accetta a malincuore di partecipare a una festa dai Delmore ma quando vi si reca, scopre di essere l'unica ospite. Aggredita da Jack, Bess si difende. All'improvviso, arriva anche Aleck: sua moglie, sorpresa nell'appartamento dei Delmore sola con Jack, giura di essere innocente e il marito, che ha fiducia in lei, le crede. Tutto finisce felicemente anche per Hogue: il dottore, preso dai rimorsi, ritorna in famiglia. Meno bene finisce per i Leonard: la donna, che tradiva il marito, viene abbandonata dall'amante; tornata a casa, trova Leonard morto.

## Produzione
Il film fu prodotto dalla Peerless Productions e dalla World Film con il titolo di lavorazione Partnership. Alcune scene del film furono girate nei sobborghi residenziali di New York e al Plaza Hotel.

## Distribuzione
Il copyright del film, richiesto dalla World Film Corp., fu registrato il 25 luglio 1917 con il numero LU11167. Distribuito dalla World Film e presentato da William A. Brady, il film uscì nelle sale cinematografiche statunitensi il 30 luglio 1917.
Non si conoscono copie ancora esistenti della pellicola che viene considerata presumibilmente perduta.